# 国井正幸
国井 正幸（國井 正幸、くにい まさゆき、1948年1月4日 - ）は、日本の政治家。自由民主党所属の元参議院議員（2期）。
もともと連合栃木を支持基盤としており民主改革連合に所属していたが、後に保守政治家に転じた。渡辺美智雄と同じ栃木県選出の縁から旧渡辺派に所属していたが、後に山崎派に所属した。

## 略歴
- 1966年 栃木県立真岡高等学校卒業
- 1970年 立命館大学文学部地理学科卒業
- 1970年 栃木県農業協同組合連合会（現・JA全農とちぎ）事務局職員
- 1992年 第16回参議院議員通常選挙にて栃木県選挙区にて次点で落選（連合の会公認）
- 1995年 第17回参議院議員通常選挙にて栃木県選挙区より初当選（民主改革連合公認）
- 1995年 参議院決算委員会委員、参議院農林水産委員会委員
- 1996年 参議院農林水産委員会理事
- 1997年 参議院国会等の移転に関する特別委員会理事
- 1998年 自由民主党に入党
- 1998年 自由民主党国土・建設関係団体委員会副委員長
- 1999年 参議院予算委員会委員
- 2000年 参議院法務委員会理事
- 2001年 農林水産大臣政務官（第2次森改造内閣（省庁再編）・第1次小泉内閣）第19回参議院議員通常選挙自民党公認にて栃木県選挙区より再選
- 2002年 自由民主党米問題懇談会事務局長
- 2003年 参議院厚生労働委員会委員長
- 2006年 農林水産副大臣（安倍内閣）
- 2007年 第21回参院選で落選
- 2018年 春の叙勲で旭日重光章を受章[1]
- 2020年 一般社団法人全国農業会議所の会長に就任[2]

## 所属していた団体・議員連盟
- 神道政治連盟国会議員懇談会